# Häng me' på party
Häng me' på party, skriven av Ulf Neidemar, är en poplåt som Ulf Neidemar spelade in och släppte på singel 1971. En inspelning av Ola Håkansson låg på Svensktoppen i tre veckor under perioden 6–20 augusti 1972 med tre sjundeplatser. Magnus Uggla spelade in sången på sitt coveralbum Allting som ni gör kan jag göra bättre 1987.